# 第一石狩川橋梁
第一石狩川橋梁（だいいちいしかりがわきょうりょう）は、北海道滝川市と雨竜郡妹背牛町の境界を流れる石狩川に架かる北海道旅客鉄道（JR北海道）函館本線の全長495メートルの複線鉄道橋である。

## 概要
江部乙駅 - 妹背牛駅間に位置する。初代の橋と、1956年から供用している2代の橋があり、いずれも形式はトラス橋である。1966年の複線化に伴い上り線が上流側に増設された。

## 橋梁諸元
- 種別 - トラス橋
- 形式 - 下路曲弦プラットトラス
- 橋長 - 495メートル
  - 最大支間長 - 62.48メートル